# Eduard Oscar Schmidt
Eduard Oscar, Schmidt (født 21. februar 1823 i Torgau, død 17. januar 1886 i Strasbourg) var en tysk zoolog, far til Erich Schmidt. 
Schmidt studerede først i Halle og Berlin, tog 1847 doktorgraden i Jena, blev 1848 ekstraordinær professor, kaldtes 1855 til Universitetet i Krakov, blev 1857 forsat til Graz og udnævntes 1872 til professor i zoologi og komparativ anatomi i Strasbourg. 
Schmidt studerede fortrinsvis svampene og skrev om disse dyr: Die Spongien des Adriatischen Meeres (1862, med 3 supplementer 1864—68), Grundzüge einer Spongienfauna des atlantischen Gebiets (1870) og Die Spongien des Meerbusens von Mexiko (1880). 
Af hans andre arbejder må nævnes: Die rhabdocölen Strudelwürmer des süszen Wassers (1848), der senere efterfulgtes af en række andre arbejder over forskellige fladorme. Meget kendt og benyttet i sin tid var hans Handbuch der vergleichenden Anatomie, der udkom i 8 oplag. Endelig har han i Descendenzlehre und Darwinismus (1873) givet en for sin tid udmærket fremstilling af udviklingslæren.